# 빙엄턴 트리플렛츠
빙엄턴 트리플렛츠(Binghamton Triplets)는 미국 뉴욕주 빙엄턴을 연고지로 했던 마이너 리그 베이스볼 팀이다. 1923년부터 1937년까지 뉴욕 펜실베이니아 리그, 1938년부터 1963년까지 이스턴 리그, 1964년부터 1966년까지 뉴욕 펜 리그, 1967년부터 1968년까지 이스턴 리그에 속해 있었다. 뉴욕 양키스, 밀워키 브레이브스, 캔자스시티 애슬레틱스 산하에 있었다.

## 역대 주요 선수
- 화이티 포드
- 진 비어든
- 클리트 보이어
- 갈런드 브랙스턴
- 프레디 피츠시먼스
- 우디 헬드
- 레프티 고메즈
- 루 크라우스 주니어
- 데일 롱
- 핑키 메이
- 조지 맥퀸
- 서먼 먼슨
- 토니 라 루사
- 보비 리처드슨
- 빌 스코우런
- 무스 솔터스
- 랠프 테리
- 톰 트레쉬